# Knillis

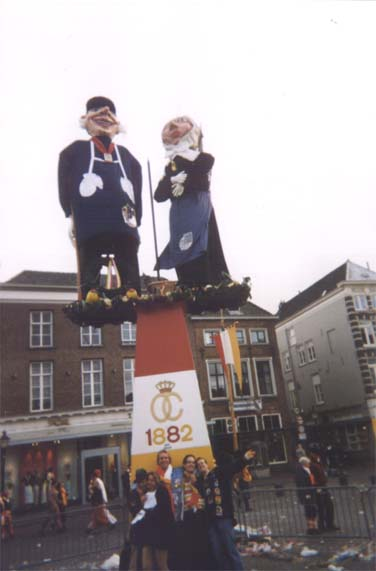
Knillis en Hendrien in 2004 (schrikkeljaar)

Boer Knillis is een van de jaarlijks terugkerende symbolen van het carnaval in 's-Hertogenbosch. Het is een standbeeld van papier-maché dat wordt geplaatst op de markt en daar drie dagen staat. Knillis zou dan de stichter van het durp Oeteldonk zijn, en de eerste Oeteldonkse boer. Zijn kleding bestaat uit de traditionele blauwe kiel, een bruine corduroy broek, witte wanten, een rode zakdoek met schuif, een rood-wit-gele gebreide das, een zwarte boerenpet en klompen.

## Onthulling
Op carnavalszondag wordt door Prins Amadeiro Knillis onthuld, en het luidt daarmee de carnavalsviering in van de stad, Het beeld is 11,55 meter is hoog inclusief sokkel 
Sinds 1922 staat Knillis op de markt van Oeteldonk met zijn gezicht gericht naar het Zomerpaleis van de Amadeiro. Door de jaren heen zijn er verschillende manieren van onthullen geweest. Zo is in zijn beginjaren door het verwijderen van een zwarte blinddoek van Knillis de start van carnaval geweest. Later is het via een hoogwerker verwijderen van een doek van Knillis de start van carnaval geweest. Op een gegeven moment is de hoogwerker vervangen door een kraan met platform. Hiermee kon de Prins en zijn Adjudant ook over de duizenden Oeteldonkers heen zweven.
Door aangescherpte veiligheidseisen is sinds 2017 de onthulling van Knillis veranderd.Knillis staat nu in zijn sokkel en door een druk op de knop komt hij omhoog. Na de onthulling wordt er door Prins een boerenkoolkrans aan zijn voeten gelegd als dank van het stichten van carnaval.
Tijdens carnaval is Knillis 24 uur per dag te bezoeken. Er zijn verschillende huwelijksaanzoeken gedaan. Ook staat er een webcam gericht op Knillis.
Tijdens een schrikkeljaar staat Knillis niet alleen op zijn sokkel. Elk schrikkeljaar wordt hij vergezeld door zijn vrouw, moeder Hendrien.

## "Begrafenis"
Op dinsdagavond exact om 23.55 uur wordt Knillis begraven in het bijzijn van duizenden oeteldonkers. Na de begrafenis is carnaval officieel afgelopen. De kroegen zijn gesloten en mensen vertrekken naar huis.
De begrafenis van Knillis is pas na de Tweede Wereldoorlog tot stand gekomen. In de beginjaren werd er een masker over zijn hoofd getrokken.
Omdat dit nogal sober was had men aantal jaar later een ander plan, namelijk om Knillis van zijn sokkel te hijsen en te laten rusten op een platte kar. Dit werd gedaan door Prins en zijn Adjudant. De platte kar reed daarna een afscheidsronde. Toen men gebruik ging maken van de kraan met platform is Knillis door een oog aan zijn hoofd omhoog gehesen. Daarna zweefde Knillis met Prins Amadeiro over de duizenden bezoekers heen. Tijdens deze rondgang over de markt werd het nieuwe thema van Oeteldonk bekendgemaakt. Later is door veiligheidseisen de begrafenis aangepast, en sinds 2017 zakt Knillis in zijn sokkel.

## Storm van 1990
Tijdens een storm in 1990 waaide Knillis op carnavalsmaandag van zijn sokkel af en werd daarna overgebracht naar een geheime schuilplaats. Dat bleek achteraf de toenmalige hal van hofbrouwer Heineken te zijn. Hoewel het aanvankelijk niet de bedoeling was, maakte hij toch op dinsdagavond bij zijn begrafenis, gelegen op de Brabantse boerenkar, zijn opwachting.